# Печиво з передбаченням
Печиво з передбаченням (англ. Fortune cookie) — кондитерський виріб у вигляді печива специфічної форми, виготовлене з тіста. Фірмовий виріб багатьох китайських ресторанів в США, що являє собою, як правило, ванільні печива, в кожному з яких запечений папірець з мудрими висловами, афоризмами або пророцтвами. Послання на листку може включати в себе китайські фрази з перекладом або список щасливих чисел.

## Історія і виробництво

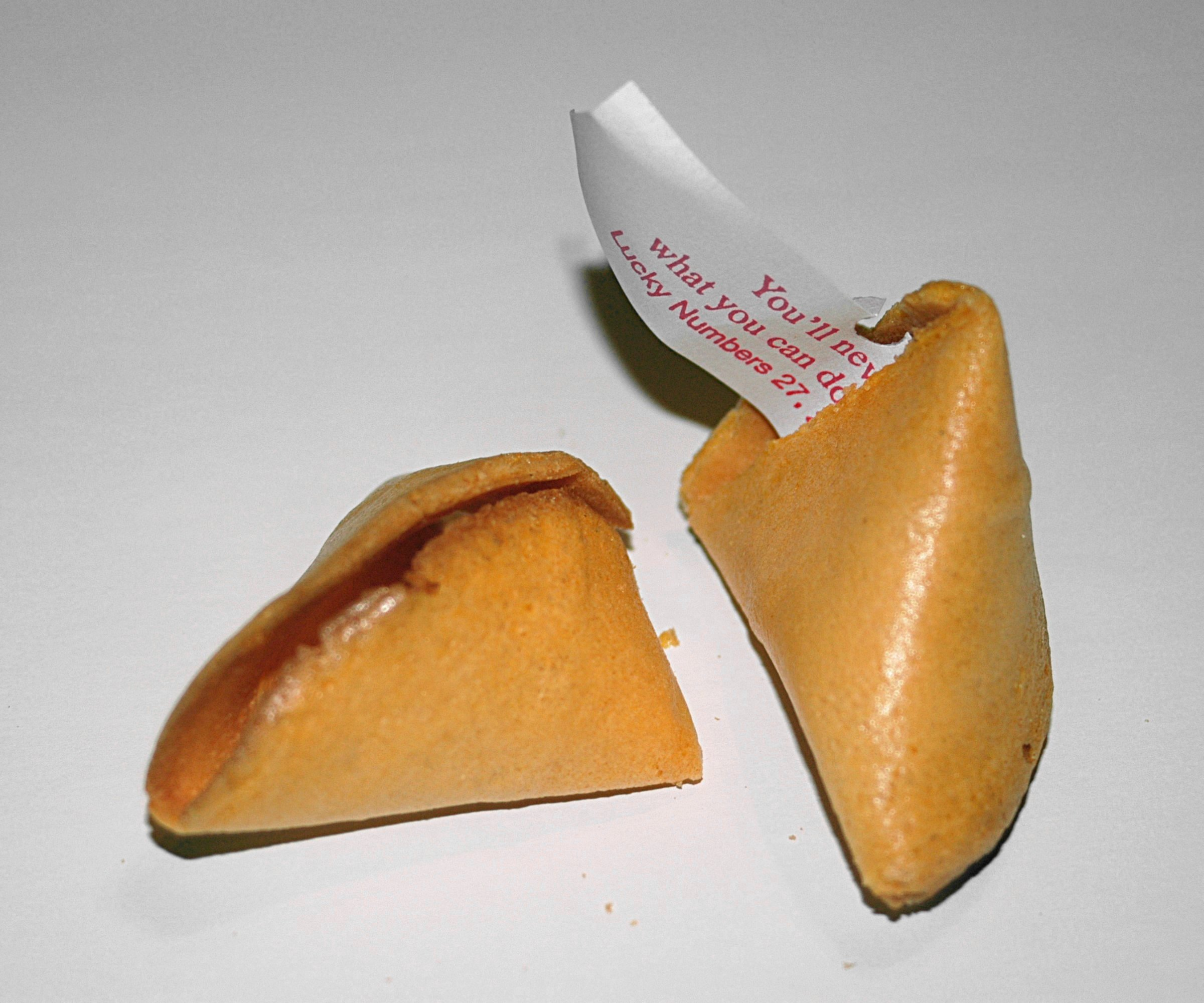
Вид печива з передбаченням

Ці печива подають на десерт в китайських ресторанах в США та деяких інших країн, але, як не дивно, вони відсутні в Китаї. Точне походження печива з передбаченням невідомо, але більшість версій сходяться в тому, що вони привнесені в США на початку XX століття японськими і китайськими іммігрантами. Хоча прототип цих солодощів виник ще в XIX столітті в японських храмах, і вони, здебільшого, стали їх виробляти в Америці, але асоціюватися з Китаєм цей десерт став під час Другої світової війни, коли японці й американці японського походження масово вирушали в концтабори, і виробництво печива «підхопили» китайці.
Виробництво цього виду печива є прибутковим бізнесом. Щорічно в світі їх виробляється близько 3 мільярдів штук, переважна більшість з яких споживається в Сполучених Штатах. Найбільшим виробником такого печива є компанія Wonton Food Inc. зі штаб-квартирою в Брукліні, Нью-Йорк, поставляючи 4,5 млн печива в день. Іншими великими виробниками є Baily International на Середньому Заході і Peking Noodle в Лос-Анджелесі. Поряд з ними існують і інші дрібні виробники цих ласощів. Крім США вони подаються в китайських ресторанах Австралії, Бразилії, Канади, Франції, Німеччині , Індії, Італії, Мексики, Великої Британії, Фінляндії та деяких інших країн.

## У культурі
- Короткометражний фільм Даррена Аронофскі «Печиво з передбаченням» (1991).
- Художній фільм Томаса Роба «Печиво з передбаченням» (1999).
- В 2013 році японська поп-група AKB48 випустила пісню під назвою «Koisuru Fortune Cookie».
- У фільмі Матриця пророчиця Піфія, під час розмови з Нео про його долю, пригощає його печивом, яке має його заспокоїти.